# 102. вечити дерби у фудбалу
102. вечити дерби у фудбалу је фудбалска утакмица одиграна у Београду 26. новембра 1995. године, између Црвене звезде и Партизана. Утакмица се завршила резултатом 1 : 1 (1 : 0).